# Футкарадзе, Исмаил Хасанович
Исмаил Хасанович Футкарадзе — советский хозяйственный, государственный и политический деятель.

## Биография
Исмаил Футкарадзе родился в 1902 году в Батумской области. Член ВКП(б).
С 1930 года — на хозяйственной, общественной и политической работе. В 1930—1950 гг. — на партийной работе в Батуме, студент Коммунистического университета трудящихся Востока, исполняющий обязанности председателя Центрального Исполнительного Комитета, председатель Совета Народных Комиссаров/Совета Министров Аджарской АССР.
В связи с 20-летним юбилеем Грузинской Советской Социалистической Республики, за достижения в развитии промышленности, сельского хозяйства, науки и искусства указом Президиума Верховного Совета СССР от 24 февраля 1941 года награждён орденом Ленина.
Избирался депутатом Верховного Совета СССР 1-го и 2-го созывов.